# Habrovany u Řehlovic

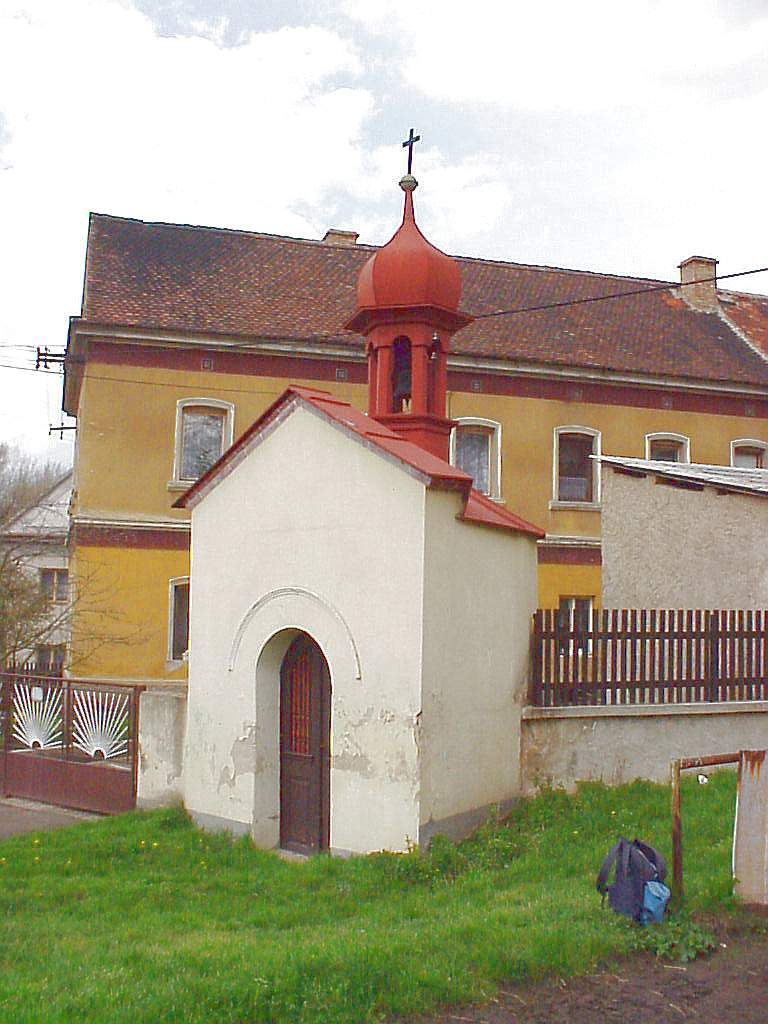
Marienkapelle

Habrovany (deutsch Habrowan) ist eine Gemeinde in Tschechien. Sie liegt acht Kilometer südwestlich von Ústí nad Labem und gehört zum Okres Ústí nad Labem.

## Geographie
Habrovany befindet sich im linkselbischen Teil des Böhmischen Mittelgebirges an der Einmündung des Baches Záhořský potok in den Radejčínský potok. Nördlich erhebt sich die Volská hora (309 m), im Nordosten der Na Kamenech (451 m), östlich der Smrčník (368 m) und Dubický kopec (358 m), im Südosten der Výsluní (364 m) und Debus (395 m), südlich der Radejčín (Ratschenberg, 329 m) und die Kletečná (Kletschen, 710 m). Westlich des Dorfes verläuft die Autobahn D 8.
Nachbarorte sind Koštov im Norden, Suchá und Stebno im Nordosten, Moravany, Dubice und Dubičky im Osten, Radejčín im Südosten, Kletečná und Záhoří im Süden, Žim und Bořislav im Südwesten, Žalany, Vrahožily und Brozánky im Westen sowie Řehlovice, Pelikánův Mlýn, Hliňany und Stadice im Nordwesten.

## Geschichte
Habrovany gehörte von 1341 bis 1383 zu den Besitzungen Thimo II. von Colditz auf Krupka. Später wurde das Dorf geteilt und gehörte größtenteils dem Benediktinerinnenkloster Teplice und nach dessen Untergang in den Hussitenkriegen zur Herrschaft Teplice. 1512 wurde das Dorf in der Besitzbestätigung Wladislaws II. Jagiello für Johann und Bernhard von Waldstein auf Teplice erwähnt. Ihnen folgte Adam Lev von Rosental, der seinem Besitz 1537 an Simon Třeštík von Hyršov verkaufte. 1561 bestand Habrovany aus einem Meierhof und sieben Wirtschaften. Unter Wolf von Vřesovice wurde die Herrschaft geteilt, dabei kam Habrovany zum Gut Malhostice. Diesen Anteil erwarb 1586 Kaspar d. Ä. von Nostitz und Bellwitz und schloss ihn an seine Herrschaft Dobkovice an. Der andere Teil von Habrovany gehörte ab 1592 Friedrich von Biela auf Tschochau, der als einer der Führer des Ständeaufstandes am 21. Juni 1621 auf dem Altstädter Ring in Prag hingerichtet wurde. 1610 kaufte Johann Nikolaus Hochhauser von Hochhausen auf Hliňany zusammen mit dem Dorf Suchá auch den Dobkovicer Anteil von Habrovany auf. 1622 kaufte Hochhauser aus dem konfiszierten Besitz Friedrich von Bielas auch den anderen Teil von Habrovany mit der Feste zu seiner Herrschaft Hliňany hinzu. Bis zur Aufhebung der Pfarre Žim im Jahre 1699 gehörte Habrovany zu deren Sprengel, danach wurde Tschochau zum Pfarrort. In der berní rula von 1654 sind für Habrovany 22 Anwesen ausgewiesen, von denen drei wüst lagen. Die Feste erlosch zum Ende des 17. Jahrhunderts und der herrschaftliche Hof wurde 1804 an 14 Siedler verkauft. Nach der Schlacht bei Kulm siedelten sich an der Peliken-Mühle Russen an.
Nach der Aufhebung der Patrimonialherrschaften bildete Habrowan / Habrovany mit der Peliken-Mühle und den Russenhäusern ab 1850 eine politische Gemeinde im Gerichtsbezirk Außig bzw. Bezirk Außig. 1875 wurde die Schule eingeweiht. Die Peliken-Mühle und  Russenhäuser wurden 1904 an die Gemeinde Staditz angeschlossen.
Die Gemeinde Habrowan hatte im Jahre 1930 256 Einwohner, die größtenteils Deutsche waren. Nach dem Münchner Abkommen wurde die Gemeinde 1938 dem Deutschen Reich zugeschlagen und gehörte bis 1945 zum Landkreis Aussig. 1939 hatte die Gemeinde 248 Einwohner. 1945 kam Habrovany zur Tschechoslowakei zurück, die deutschen Bewohner wurden vertrieben. 1948 wurde die Gemeinde dem Okres Ústí nad Labem-okolí und 1961 wieder dem Okres Ústí nad Labem zugeordnet. Zwischen 1980 und 1991 war Habrovany nach Řehlovice eingemeindet. Seit Beginn des Jahres 1992 besteht die Gemeinde wieder.

## Ortsgliederung
Für die Gemeinde Habrovany sind keine Ortsteile ausgewiesen.

## Sehenswürdigkeiten
- Kapelle der Jungfrau Maria, das 1840 errichtete Bauwerk mit Zwiebeltürmchen wurde 1970 instand gesetzt.